# Фуенте-ла-Рейна
Фуенте-ла-Рейна, Ла-Фонт-де-ла-Рейна (ісп. Fuente la Reina (офіційна назва), валенс. La Font de la Reina) — муніципалітет в Іспанії, у складі автономної спільноти Валенсія, у провінції Кастельйон. Населення — 49 осіб (2010).

## Географія
Муніципалітет розташований на відстані близько 270 км на схід від Мадрида, 48 км на захід від міста Кастельйон-де-ла-Плана.

## Демографія
Динаміка населення (INE ):

## Галерея зображень

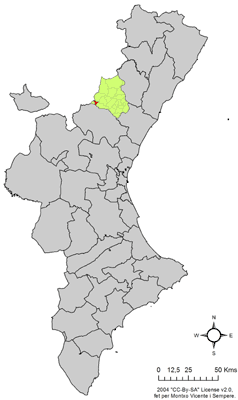
Розташування муніципалітету Фуенте-ла-Рейна у автономній спільноті Валенсія
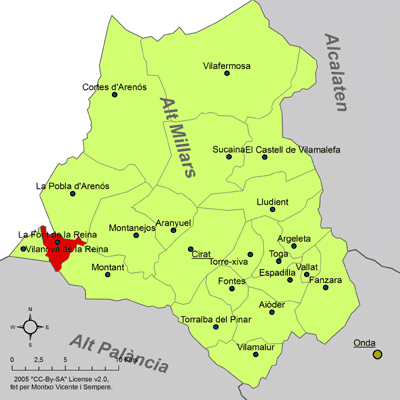
Розташування муніципалітету Фуенте-ла-Рейна у комарці Альто-Міхарес
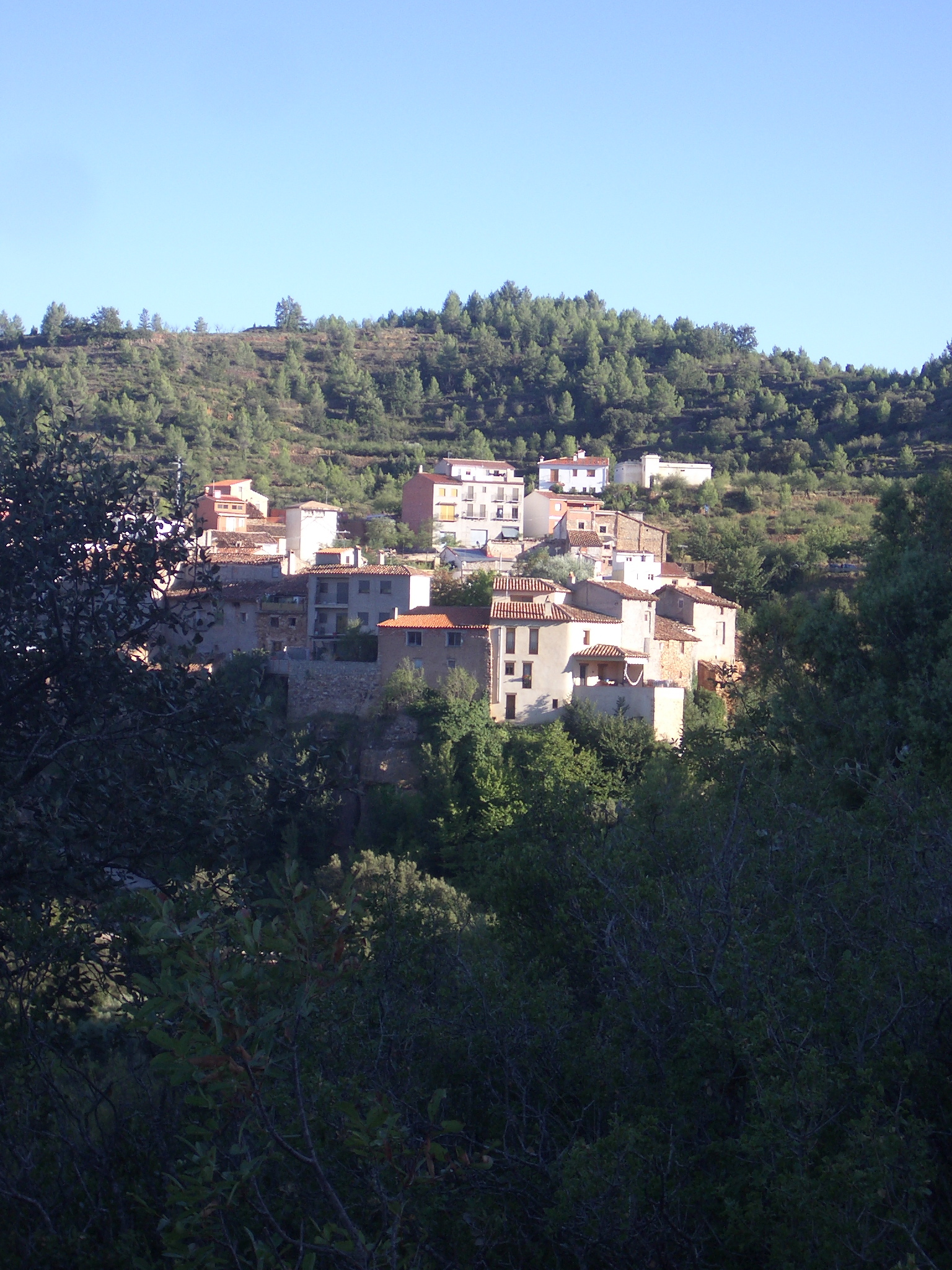
Фуенте-ла-Рейна